# Sowieckie deportacje z Estonii

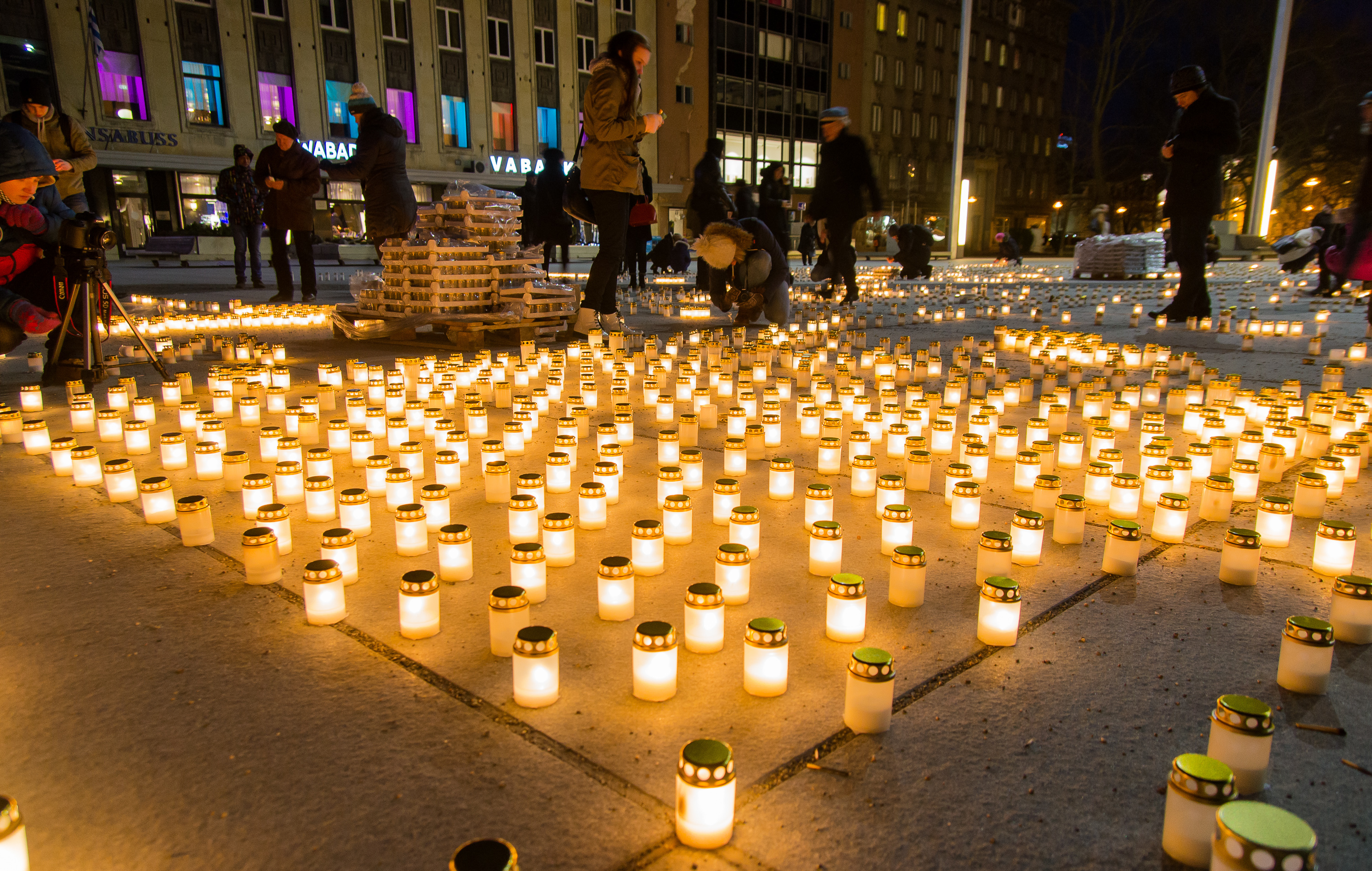
Świece na Placu Wolności w Tallinnie upamiętniające ofiary deportacji

Sowieckie deportacje z Estonii – seria przymusowych deportacji ludności z terytorium Estonii przeprowadzonych podczas sowieckiej okupacji krajów bałtyckich. 
Jednym ze skutków zawarcia paktu Ribbentrop-Mołotow między ZSRR a III Rzeszą było zajęcie Estonii przez Armię Czerwoną i utworzenie Estońskiej Socjalistycznej Republiki Radzieckiej w miejsce niepodległej Republiki Estońskiej istniejącej w latach 1918–1940. W celu zniszczenia struktur estońskiego państwa i likwidacji oporu społecznego stosowany był terror, w ramach którego organizowano m.in. przymusowe deportacje w głąb ZSRR. Jednym z efektów przeprowadzanych deportacji miało być ograniczenie zaplecza partyzantki antykomunistycznej oraz ułatwienie kolektywizacji. Największe akcje deportacyjne przeprowadzono dwukrotnie – w czerwcu 1941 wysiedlono ok. 10 tysięcy, zaś w marcu 1949 ok. 20 tysięcy osób (tzw. Operacja „Priboj”). Ostatnie deportacje zakończono jesienią 1951 roku. 
Wspomnienie deportacji pozostaje istotnym elementem estońskiej pamięci zbiorowej – co roku organizowane są obchody upamiętniające ofiary akcji przesiedleńczych, w ramach których przypomina się także, że podobne metody władze stalinowskie zastosowały wobec ludności okupowanych terenów Litwy, Łotwy, Polski i Mołdawii.